# 糖苷生物碱

α-茄碱

配糖生物碱，又称糖苷生物碱，是一类在茄科植物中常见的毒素。有几种糖苷生物碱（生物碱苷+糖残基）具有潜在毒性。一个典型的糖苷生物碱称为龙葵碱（茄三糖+茄啶=龙葵碱），存在于马铃薯中 。
该糖苷生物碱的生物碱部分通常称为糖苷配基。整个糖苷生物碱难于被胃肠道吸收，但会导致肠胃不适。糖苷配基的吸收被认为与观察到的神经系统症状有关。糖苷生物碱具有苦味，入口后在口后和舌侧产生燃烧般的刺激感。
实验室诊断：可以在一些组织和尿液中检测到生物碱，尽管不是非常有效。
美国Lane Labs公司销售的以糖苷生物碱为基础为预防皮肤癌的药物在2004年未得到FDA的批准  ，现有类似的糖苷生物碱凝胶作为去角质剂销售。